# Jan Dlask
Jan Dlask (5. září 1973 Pardubice – 21. prosince 2023 Praha) byl český odborník na švédskou a především finskou literaturu, vyučující od roku 2002 v Oddělení finských studií Ústavu obecné lingvistiky Filozofické fakulty Univerzity Karlovy v Praze. V letech 1992–2000 absolvoval magisterský obor finština-švédština a v letech 2002–2010 doktorské studium germánské literatury na téže fakultě. Kromě pedagogické a výzkumné činnosti byl rovněž pedagogickým Erasmus+ koordinátorem pro studenty Finských studií. Byl také překladatel, editor a autor odborných článků o severské literatuře. Web ČT24 vydal v roce 2019 s Janem Dlaskem rozhovor o Tove Janssonové, autorce knih o mumíncích.
Jan Dlask zemřel tragicky jako jedna z obětí střelby na Filozofické fakultě UK v prosinci 2023.